# Surutu fenni
Surutu fenni är en skalbaggsart som beskrevs av Brett C.Ratcliffe 1981. Surutu fenni ingår i släktet Surutu och familjen Dynastidae. Inga underarter finns listade i Catalogue of Life.